# پیمان گیوی
پیمان گیوی دانشمند موشکی  و مهندس و در زمینه اهل ایرانی‌تبار ایالات متحده آمریکا است. علایق تحقیقاتی او عبارتند از: سیستم‌های حرارتی - حرارتی، احتراق، آشفتگی، روش‌های محاسباتی، محاسبه کوانتومی و فرایندهای تصادفی. او متولد ایران است و هم اکنون در در پیتسبرگ زندگی می‌کند. او لیسانس خود را در مهندس عمران از دانشگاه ایالتی یانگزتاون در سال ۱۹۸۰ گرفت و ارشد و دکتری خود را در دانشگاه کارنگی ملون تکمیل کرد. 